# Kaplony (keresztnév)
A Kaplony török eredetű régi magyar személynév, jelentése tigris. Eredetileg összetétel, kap (megfog, elkap) és -lan (ragadozók utótagja, lásd oroszlán).

## Rokon nevek
- Kaplon:[1] a Kaplony alakváltozata.[2]

## Gyakorisága
Az 1990-es években a Kaplony és a Kaplon szórványos név volt, a 2000-es években nem szerepelnek a 100 leggyakoribb férfinév között.

## Névnapok
Kaplony, Kaplon
- január 12.